# Karl Turner (homme politique britannique)
Pour les articles homonymes, voir Turner.
Karl William Turner (né le 15 avril 1971) est un homme politique britannique occupant le poste de ministre fantôme de l'aide juridique depuis 2020. Membre du Parti travailliste, Turner est député pour Kingston upon Hull - Est depuis 2010.
Turner est nommé procureur général fantôme en janvier 2016 par Jeremy Corbyn, avant de démissionner de ce poste en juin de la même année. Il est ministre fantôme du transport maritime, de l'aviation et de la sécurité routière au sein de l'équipe Shadow Transport de 2017 à 2020.

## Jeunesse
Karl William Turner  est né le 15 avril 1971  à Kingston upon Hull, East Riding of Yorkshire . Il grandit dans la ville  et fait ses études au lycée Bransholme de 1984 à 1987, qu'il quitte à l'âge de 16 ans. Il suit la formation HCC pour étudier l'administration des affaires de 1987 à 1989 . Plus tard, Turner devient un antiquaire indépendant .
Il reprend des études à la fin des années 1990 pour étudier les niveaux A au Hull College, avant d'obtenir un diplôme en droit en tant qu'étudiant adulte de l'Université de Hull en 2004 . Il devient avocat en 2005 après avoir réussi le cours professionnel du barreau à l'Université de Northumbria et exerce le droit pénal pour le Max Gold Partnership à Hull .

## Carrière parlementaire

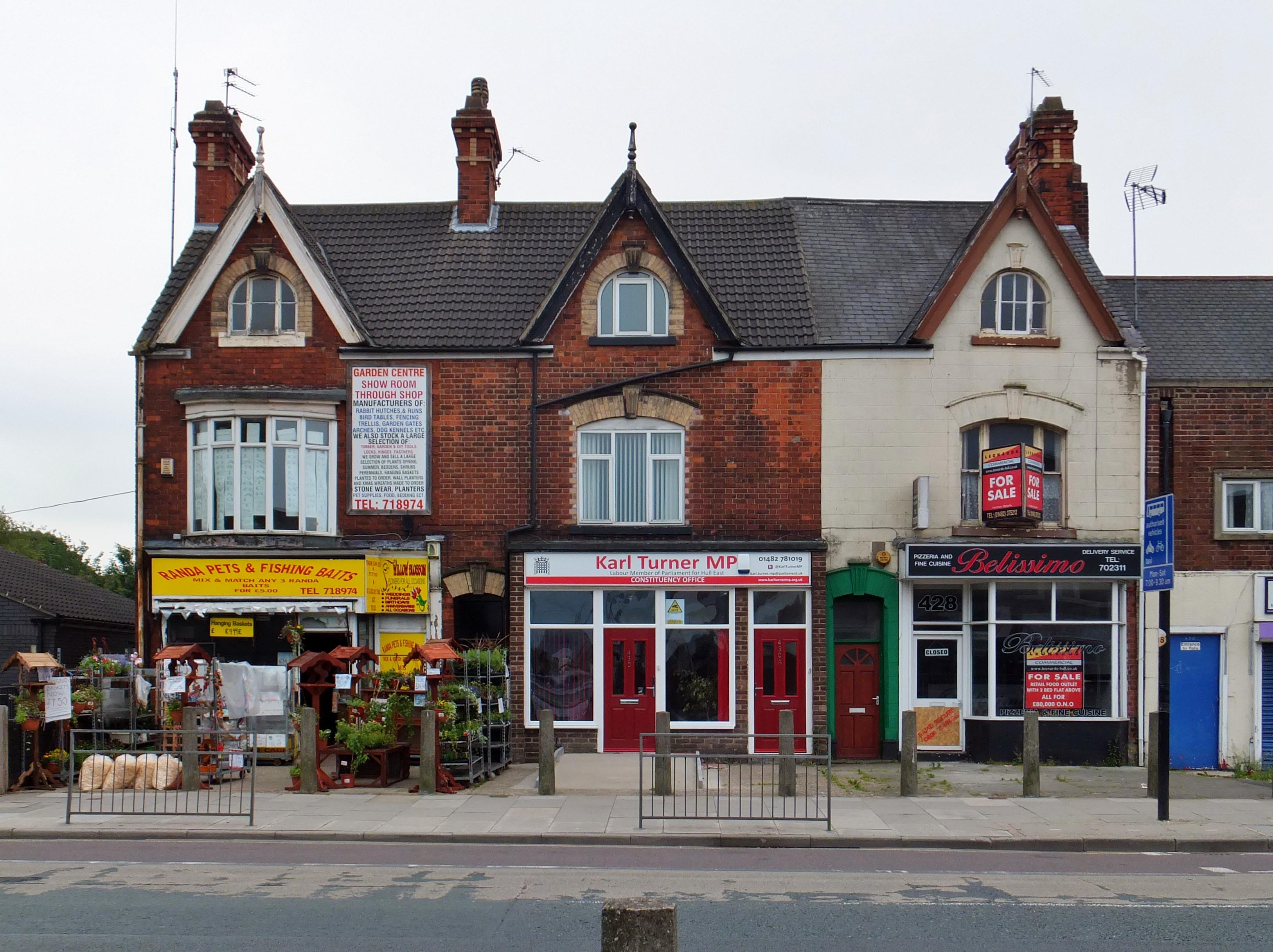
Le bureau de circonscription de Turner sur Holderness Road à Kingston upon Hull

Turner est choisi par le Parti travailliste comme candidat parlementaire potentiel pour Kingston upon Hull East en mars 2008 après que John Prescott ait annoncé qu'il ne se représenterait pas . Il est élu pour la circonscription aux élections générales de 2010 avec une majorité de 8 597 voix .
Turner est nommé procureur général fantôme par le leader travailliste Ed Miliband le 3 décembre 2014, et continue à servir de whip de l'opposition .
Le 11 janvier 2016, Turner est nommé procureur général du cabinet fantôme en remplacement de Catherine McKinnell, qui a démissionné à la suite d'un remaniement au cabinet fantôme de Jeremy Corbyn. Le 26 juin 2016, Turner démissionne du cabinet fantôme à la suite du référendum sur l'UE, parmi un certain nombre de ses collègues mécontents du leadership de Jeremy Corbyn ,. Il soutient Owen Smith lors des élections à la direction du parti travailliste de 2016. Le 14 octobre 2016, il est nommé whip.
À la suite des élections législatives de 2017, il est nommé ministre fantôme du transport maritime, de l'aviation et de la sécurité routière au sein du cabinet fantôme.
En septembre 2019, le président de la Chambre, John Bercow décrit Turner comme le « membre le plus bruyant de la Chambre » .